# Бернар Лама
Берна́р Лама́ (фр. Bernard Lama; народився 7 квітня 1963; Ендр і Луара, Франція) — колишній французький голкіпер. Свої дитячі та юнацькі роки Бернар провів на батьківщині батьків, які були вихідцями з Французької Гвіани.

## Клубна кар'єра
У 18 років знов повертається до Франції де підписує свій перший професійний контракт з клубом «Аббевіль», за який так і не зумів зіграти жодного матчу. В сезоні 1983-84 переходить до «Безансону» де проводить 23 поєдинки та привертає увагу скаутів «Лілля», які пропонують йому новий контракт та можливість грати у вищому дивізіоні Чемпіонату Франції. Лама захищає кольори Les Dogues з 1984 по 1989 рр. та згодом переходить до «Меца», але довго не затримується в новій команді і в наступному сезоні 1990-91 стає гравцем «Бреста». В сезоні 1991-92 виступає за «Ланс», а влітку 1992 підписує п'ятирічний контракт з «ПСЖ».

### Парі Сен-Жермен
Найкращі роки своєї футбольної кар'єри Бернар Лама провів у складі Парижан, з яким він виграв Чемпіонат Франції в сезоні 1993-94 та своєю грою привернув увагу тренера національної збірної Жерара Ульє.

## Національна збірна Франції
Бернар Лама захищав кольори національної збірної Франції з 1993—2000 рр. Дебютував під керівництвом Жерара Ульє у відбірковій зустрічі до Чемпіонату Світу 1994 проти команди Ізраїлю 17 лютого 1993 року в Рамат-Ґані, французька збірна перемогла з рахунком 0-4, а Лама відстояв надійно усі 90 хвилин. В цьому матчі в складі Les Bleus також дебютував нападник «Нанта» — Патріс Локо. Загалом за збірну провів 44 поєдинки.

## Статистика
| Сезон   | Клуб       | Країна  | Ліга         | Матчі | Хвилини | Голи | Передачі |   |   |
| ------- | ---------- | ------- | ------------ | ----- | ------- | ---- | -------- | - | - |
| 1995–96 | «ПСЖ»      | Франція | Ліга 1       | 34    | 3003    | 0    | 0        | 2 | 0 |
| 1996–97 | «ПСЖ»      | Франція | Ліга 1       | 32    | 2876    | 0    | 0        | 1 | 0 |
| 1997–98 | «Вест Хем» | Англія  | Прем'єр-ліга | 12    | -       | -    | -        | - | - |
| 1998–99 | «ПСЖ»      | Франція | Ліга 1       | 32    | 2880    | 0    | 0        | 3 | 0 |
| 1999–00 | «ПСЖ»      | Франція | Ліга 1       | 33    | 2970    | 0    | 0        | 5 | 0 |
| 2000–01 | «Ренн»     | Франція | Ліга 1       | 36    | 3150    | 0    | 0        | 4 | 0 |

## Досягнення
- Чемпіон Франції (1):

«Парі Сен-Жермен»: 1993-94
- Володар Кубка Франції (2):

«Парі Сен-Жермен»: 1992-93, 1994-95
- Володар Кубка французької ліги (1):

«Парі Сен-Жермен»: 1994-95
- Володар Суперкубка Франції (1):

«Парі Сен-Жермен»: 1995
- Переможець Кубка володарів кубків (1):

«Парі Сен-Жермен»: 1995-96
- Чемпіон світу (1):

Франція: 1998
- Чемпіон Європи (1):

Франція: 2000
- Французький футболіст року (1):

1994